# Eugène Joly de Morey
Eugène Joly de Morey est un homme politique français né le 24 juillet 1834 à Moscou (Russie) et décédé le 1er décembre 1898 à Menton (Alpes-Maritimes).
Propriétaire des mines de Meyrueis, il est conseiller général du Gard (canton de Trèves) et député de la Lozère de 1885 à 1886, siégeant avec les monarchistes. 

## Sources
- « Eugène Joly de Morey », dans Adolphe Robert et Gaston Cougny, Dictionnaire des parlementaires français, Edgar Bourloton, 1889-1891 [détail de l’édition]
- « Eugène Joly de Morey », dans le Dictionnaire des parlementaires français (1889-1940), sous la direction de Jean Jolly, PUF, 1960 [détail de l’édition]